# 앤티가섬

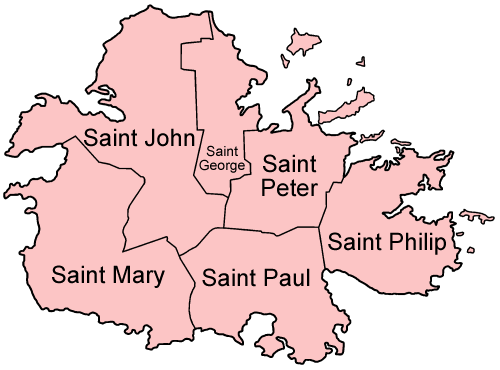
지도

앤티가섬(Antigua)은 앤티가 바부다를 이루고 있는 앤티가 바부다의 가장 큰 섬이다. 이 섬에 앤티가 바부다의 수도 세인트존스가 위치해 있다.

## 같이 보기
- 앤티가 바부다인